# Yangtai Shan
Yangtai Shan (kinesiska: 羊台山) är ett berg i Kina. Det ligger i provinsen Guangdong, i den södra delen av landet, omkring 88 kilometer sydost om provinshuvudstaden Guangzhou. Toppen på Yangtai Shan är 587 meter över havet.
Yangtai Shan är den högsta punkten i trakten. Runt Yangtai Shan är det mycket tätbefolkat, med 1 411 invånare per kvadratkilometer. Närmaste större samhälle är Shenzhen, 16,7 km sydost om Yangtai Shan. Runt Yangtai Shan är det i huvudsak tätbebyggt.
Genomsnittlig årsnederbörd är 1 979 millimeter. Den regnigaste månaden är maj, med i genomsnitt 477 mm nederbörd, och den torraste är oktober, med 11 mm nederbörd.